# ヴィタール
『ヴィタール』（VITAL）は2004年公開の日本映画。塚本晋也監督の8作品目。第61回ヴェネツィア国際映画祭招待作品、第37回シッチェス・カタロニア国際映画祭Fantastic Noves Visions部門作品賞、フリュッセル国際映画祭銀鴉賞受賞。
1988年頃から10年以上に渡る参考文献等の読破、2002年1月から10か月におよぶ解剖学者や医学生への取材、2か月に及ぶ大学病院での解剖実習の立会見学により、事故で記憶をなくしてしまった医大生の不思議な物語が完成した。
都市と肉体をテーマとしていた塚本晋也が、肉体そのものに迫った『六月の蛇』を経て肉体の内部を映し出す衝撃作。

## キャスト
- 高木博史：浅野忠信
- 大山涼子：柄本奈美
- 吉本郁美：KIKI
- 高木隆生：串田和美
- 高木慎子：りりィ
- 生理学教授：中島陽典
- 柏淵教授：岸部一徳

## スタッフ
- 製作：海獣シアター
- 監督/脚本/撮影監督/美術監督/照明/編集/プロデューサー/製作/：塚本晋也
- プロデューサー：塚本晋也/川原伸一/日下部圭子/日下部幸一
- 撮影：志田貴之
- 助監督：川原伸一/黒木久勝/小出健
- 人体造型：織田尚
- 音楽：石川忠
- 録音：小原善哉
- エンディングテーマ：Cocco「blue bird」

## 受賞
- 2005年ブリュッセル国際映画祭 銀鴉賞
- 第3回アジア太平洋地域諸国国際映画祭 審査員特別賞
- 第37回シッチェス・カタロニア国際映画祭 ニュービジョンズ部門最優秀作品賞
- 第19回高崎映画祭
  - 最優秀作品賞
  - 最優秀主演男優賞（浅野忠信）